# 高桑城
高桑城（たかくわじょう）は、岐阜県岐阜市柳津町高桑（旧羽島郡柳津町）にあった鎌倉時代から戦国時代にかけての日本の城。

## 歴史
築城時期は諸説あるが、高桑城の城主である高桑氏（高桑大将軍、高桑次郎等）が、承久3年（1221年）の承久の乱の際、朝廷側の武将、朝廷に任命された大将軍として参戦している記録があることから、鎌倉時代初期以前（1190年代以前）と推測される。土塁で築かれ、周囲は400m（約8a）。
高桑氏は代々高桑城の城主を務めていた。承久の乱の際には朝廷側東方軍の大将軍として土岐氏と一緒に幕府軍と戦ったが、承久の乱以降は代々土岐氏に仕え、この高桑城は土岐氏の川手城の大変重要な支城の役割を担っていた。
明応3年（1494年）、土岐氏の跡継ぎ騒動で起きた船田の乱により、落城。後に再建される。
大永7年（1527年）、斎藤道三に内通していた留守居の武山氏の手により、高桑城は占領され、高桑氏は土岐氏第15代当主土岐頼純と共に頼住の母の実家である越前国の一乗谷朝倉氏の館に逃亡した。高桑城は1190年から1527年迄の約337年もの間、代々高桑氏が城主であったが、享禄3年（1530年）には道三が土岐氏を追放し、美濃国の支配を完了し、正式に武山氏の居城となる。
永禄10年（1567年）、織田信長の命を受けた織田信忠（信長の息子）が攻め、武山氏の居城の高桑城は落城し、廃城となる。

## 現在
近くを流れる境川の河川敷の高桑城の跡地に土塁が残っている。城石の一部は、元々、高桑氏の菩提寺であった高桑山慈恩寺（岐阜市柳津町高桑）の観音堂に使われている。